# Alessandro Gambati
 (janvier 2021).
La mise en forme du texte ne suit pas les recommandations de Wikipédia : il faut le « wikifier ».
Les points d'amélioration suivants sont les cas les plus fréquents :
- Les titres sont pré-formatés par le logiciel. Ils ne sont ni en capitales, ni en gras.
- Le texte ne doit pas être écrit en capitales (les noms de famille non plus), ni en gras, ni en italique, ni en « petit »…
- Le gras n'est utilisé que pour surligner le titre de l'article dans l'introduction, une seule fois.
- L'italique est rarement utilisé : mots en langue étrangère, titres d'œuvres, noms de bateaux, etc.
- Les citations ne sont pas en italique mais en corps de texte normal. Elles sont entourées par des guillemets français : « et ».
- Les listes à puces sont à éviter, des paragraphes rédigés étant largement préférés. Les tableaux sont à réserver à la présentation de données structurées (résultats, etc.).
- Les appels de note de bas de page (petits chiffres en exposant, introduits par l'outil «  Source ») sont à placer entre la fin de phrase et le point final[comme ça].
- Les liens internes (vers d'autres articles de Wikipédia) sont à choisir avec parcimonie. Créez des liens vers des articles approfondissant le sujet. Les termes génériques sans rapport avec le sujet sont à éviter, ainsi que les répétitions de liens vers un même terme.
- Les liens externes sont à placer uniquement dans une section « Liens externes », à la fin de l'article. Ces liens sont à choisir avec parcimonie suivant les règles définies. Si un lien sert de source à l'article, son insertion dans le texte est à faire par les notes de bas de page.
- La présentation des références doit suivre les conventions bibliographiques. Il est recommandé d'utiliser les modèles {{Ouvrage}}, {{Chapitre}}, {{Article}}, {{Lien web}} et/ou {{Bibliographie}}. Le mode d'édition visuel peut mettre en forme automatiquement les références.
- Insérer une infobox (cadre d'informations à droite) n'est pas obligatoire pour parachever la mise en page.

Pour une aide détaillée, merci de consulter Aide:Wikification.
Si vous pensez que ces points ont été résolus, vous pouvez retirer ce bandeau et améliorer la mise en forme d'un autre article.
Le nom de Gambati (parfois orthographié Gambatti) apparait régulièrement dans les ouvrages sur la musique et les cuivres au XIXe siècle, jusqu'en 1833 il s'agit indistinctement des deux frères. Ils sont associés à la fois à la trompette à clefs et à Rossini. 

## Biographie
Alessandro Gambati est un trompettiste virtuose italien, né à Rovigo en 1800 et mort à Charleston en 1867. On le voit apparaitre en 1821 au Teatro della pergola de Florence dans Otello de Rossiniavec son frère. Toujours en famille, il se produit régulièrement à Londres avec l'Académie royale de musique ou le King theater" entre 1826 et 1829.
Avec son frère aîné Antonio, ils sont engagés en 1826 au Théâtre Italien de Paris. François Georges Auguste Dauverné les évoque dans son historique sur la trompette. Voici ce que François-Joseph Fétis dit de ces musiciens : « Les frères Gambati eurent aussi un talent remarquable ».  
Ils se produisent de nombreuses fois en soliste avec le théâtre Italien, dans des salons et participent aux productions lyriques du théâtre interprétant Rossini ou Cimarosa. Ils sont célèbres pour leur jeu sur la trompette à clefs, ils sont aussi les premiers à jouer en France sur la trompette à pistons. Dès leur arrivée en France, ils deviennent membres du pupitre de trompette aux côtés de Dauverné à l'Académie Royale de Musique.  
Après la mort d'Antonio en 1833, Alessandro émigre aux États-Unis pour monter un théâtre Italien à New York en compagnie de Villent (Willent suivant les documents), un bassoniste. Leur entreprise échoue et Alessandro reste en se produisant comme soliste à la trompette.
Il devient célèbre à la suite du duel de trompettes organisé contre J. T. Norton.

## Instruments
Ils jouent une trompette à 5 clefs autrichienne, on retrouve dans les archives de l'opéra une expertise de l'instrument réalisée à la demande de la direction par M. A. Raoux, facteur renommé de cuivres au début du XIXe. 
À Charleston, il se produit avec une trompette à deux pistons, vraisemblablement de Halary. 

## Répertoire soliste
Lors de ses concerts solistes, il n’interprète que des transcriptions auxquelles il ajoute parfois des variations. Voici les pièces abordées jouées à la trompette à clefs (avant 1830) puis à la trompette à pistons:
- Rossini Sémiramis Giorno d’orrore. (duo)
- Rossini La Cinderella (Cenerentola) non Piui Mesta solo avec variation.
- Dr Arne The soldier Tired.
- Bellini Isabella.
- Rossini variation sur Mosè in Egitto .
- Rossini Otello air de Desdemone, « la chanson de Willow ».
- le Carnaval de Venise avec des variations.